# Saint-Barthélemy, Landes
Saint-Barthélemy är en kommun i departementet Landes i regionen Nouvelle-Aquitaine i sydvästra Frankrike. Kommunen ligger i kantonen Saint-Martin-de-Seignanx som tillhör arrondissementet Dax. År 2022 hade Saint-Barthélemy 421 invånare.

## Befolkningsutveckling
Antalet invånare i kommunen Saint-Barthélemy
Referens:INSEE